# BMW RS500

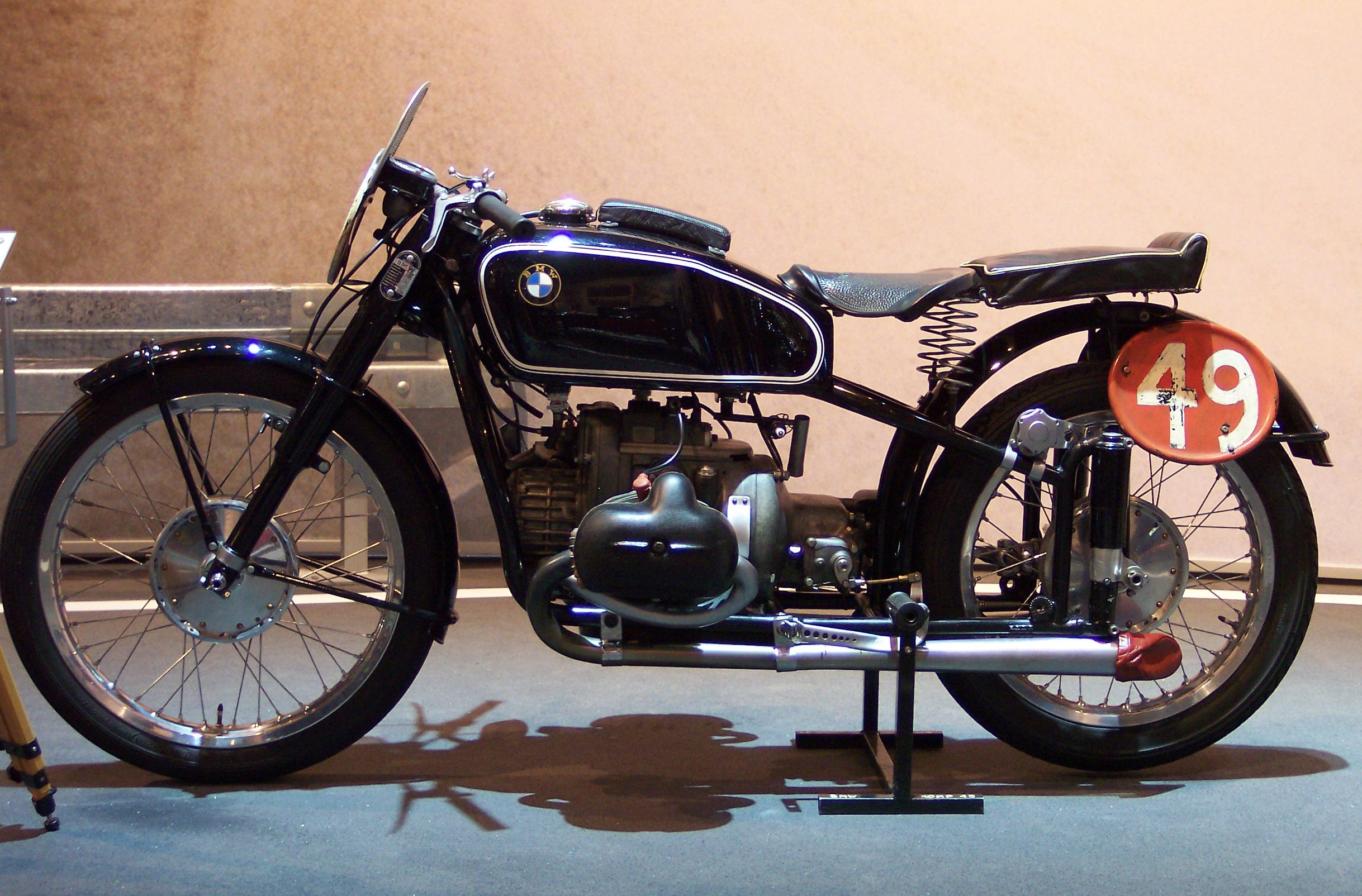
RS 500 uit 1938

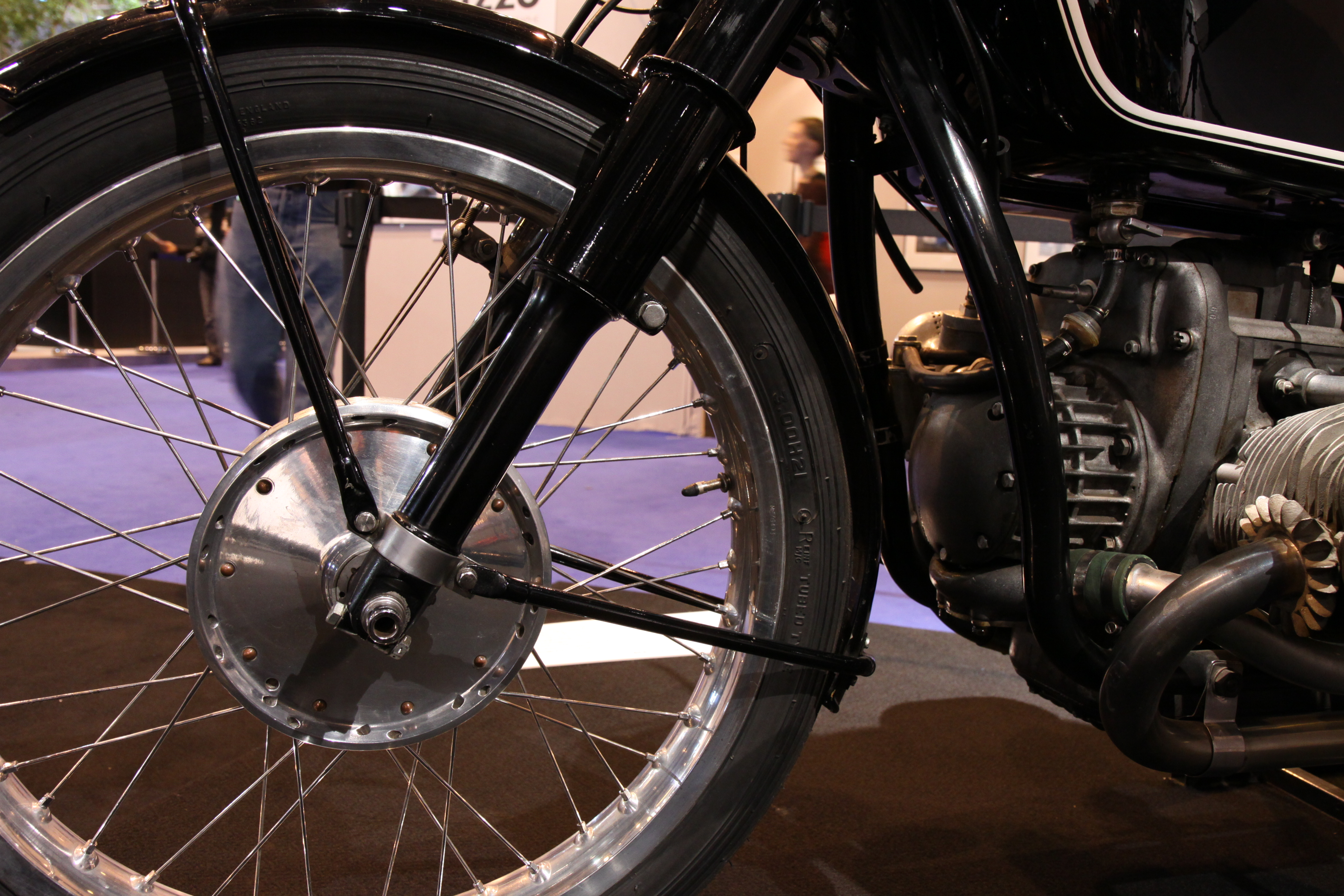
De compressor zat voor op het motorblok

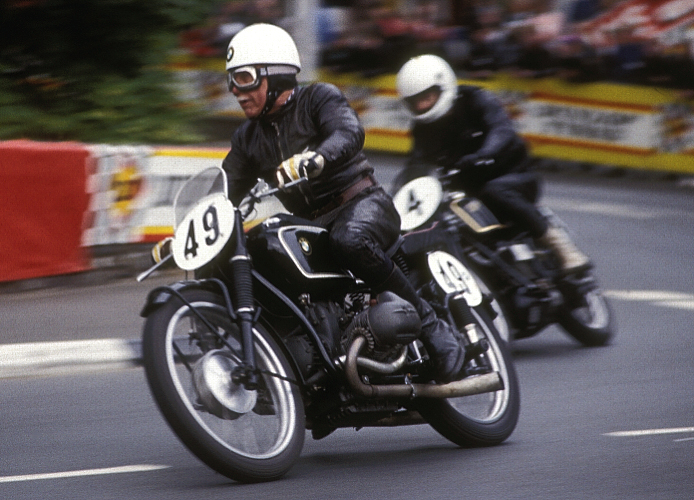
Schorsch Meier in 1989 tijdens een demorace op Man op de 1939 versie (BMW 255) van de RS 500

De BMW RS 500 (intern typenummer 255) is een motorfiets van het merk BMW.

## Voorgeschiedenis
De RS 500 is een volwaardige fabrieksracer, die in 1935 op de circuits verscheen. Daarvóór waren al sportieve successen geboekt, o.a. door Ernst Henne. Hij had al verschillende wereldsnelheidsrecords geboekt met 500- en 750cc motorfietsen met een Zoller compressor. Die waren weliswaar al voorzien van buisframes, maar de getrokken schommelvork met bladvering maakte de voorkant zwaar en moeilijk te besturen. Zodra het op bochten aan kwam moesten de BMW's meestal diep buigen voor andere merken, met name de snelle Nortons, die op de circuits de dienst uitmaakten. In feite waren de BMW's opgevoerde standaardmodellen, achtereenvolgens de kopkleppers R 47, R 57 en R 63.

## RS 500
Diplom-Ingenieur Schleicher ontwikkelde halverwege de jaren dertig een nieuwe, speciaal voor wegraces bestemde motorfiets. Toen de RS 500 in 1935 uitkwam, was er helemaal geen 500cc model om als "voorbeeld" te dienen. De RS 500 werd helemaal van de grond af opgebouwd. Hij had uiteraard een buisframe in plaats van de nog gangbare plaatframes, en ook een veel slankere telescoopvork. De bovenliggende nokkenassen werden aangedreven door koningsassen. De compressor zat vóór op de krukas (bij eerdere racers zat deze nog op de versnellingsbak). Dat maakte de inlaatkanalen, die aan de achterkant van de cilinders zaten, wel veel langer. In eerste instantie werd de machine nog zonder achtervering gebouwd, maar toch wisten Otto Ley en Karl Gall in 1936 de Nortons voor het eerst te verslaan. Dat gebeurde in Zweden. In 1937 waren Ley en Gall nog steeds de BMW fabrieksrijders. Hun machines hadden intussen plunjervering gekregen. Ze versloegen in dat jaar de Nortons nog eens, doordat Norton-coureur Jimmy Guthrie op de Sachsenring dodelijk verongelukte, terwijl hij aan de leiding lag. In de herfst van 1937 werd Georg ("Schorsch") Meier aangetrokken als fabriekscoureur. In 1938 veroverde hij de Europese titel in de 500cc klasse. In 1939 racete Meier ook in de Auto-Union auto's, waardoor Gall en Ludwig Kraus samen met hem als fabrieksrijder optraden. Zij wonnen de Eifelraces en een race in Hamburg, maar het echte succes van dat jaar werd geboekt door Meier, die de Tourist Trophy van Man met twee minuten voorsprong op Jock West (eveneens met een BMW) wist te winnen. Dit was de eerste keer dat een buitenlander de Senior-TT won. In 1949, toen het wereldkampioenschap wegrace werd opgericht, werd Duitsland nog niet toegelaten. In Duitsland zelf werden wel wegraces georganiseerd, maar nog niet volgens de regels van de FIM. Daardoor kon de RS 500 nog enkele jaren worden ingezet. In 1951 moest ook Duitsland buigen voor het compressorverbod dat door de FIM was ingevoerd. De RS 500 kreeg als fabrieksracer geen opvolger, maar in 1953 verscheen de RS 53 productieracer.

## Technische Gegevens
De technische gegevens van de RS 500, werden slechts in beperkte mate vrijgegeven, maar het is aannemelijk dat het blok in de basis gelijk was aan dat van de later verschenen R5, die duidelijke overeenkomsten met de racer vertoonde. De racers hadden in elk geval volle naaf trommelremmen, die de productiemodellen nog niet hadden.
| Periode                 | 1935-1951                                             | 1935-1951                                             | 1935-1951                                             |
| Categorie               | fabrieksracer                                         | fabrieksracer                                         | fabrieksracer                                         |
| Motortype               | kopklepmotor                                          | kopklepmotor                                          | kopklepmotor                                          |
| Bouwwijze               | langsgeplaatste tweecilinderboxermotor met compressor | langsgeplaatste tweecilinderboxermotor met compressor | langsgeplaatste tweecilinderboxermotor met compressor |
| boring (waarschijnlijk) | 68 mm                                                 | 68 mm                                                 | 68 mm                                                 |
| slag                    | 68 mm                                                 | 68 mm                                                 | 68 mm                                                 |
| Cilinderinhoud          | 494 cc                                                | 494 cc                                                | 494 cc                                                |
| Max. Vermogen           | >37 kW/59 pk                                          |                                                       |                                                       |
| Topsnelheid             | >200 km/h                                             | >200 km/h                                             | >200 km/h                                             |
| Aandrijving             | cardanas                                              | cardanas                                              | cardanas                                              |
| Rijwielgedeelte         | dubbel wiegframe, buisframe                           | dubbel wiegframe, buisframe                           | dubbel wiegframe, buisframe                           |
| Drooggewicht            | ca. 140 kg                                            | ca. 140 kg                                            | ca. 140 kg                                            |
| Voorganger              | geen                                                  | geen                                                  | geen                                                  |
| Opvolger                | RS 53                                                 | RS 53                                                 | RS 53                                                 |